# Torneio Rio-São Paulo 1999
Das Torneio Rio-São Paulo 1999 war die 22. Austragung des Torneio Rio-São Paulo, eines Fußballpokalwettbewerbs in Brasilien. Er wurde vom 23. Januar bis 3. März 1999 ausgetragen.

## Modus
Zunächst wurden zwei Gruppen zu je vier Klubs gebildet, jeweils zwei aus Rio de Janeiro und São Paulo. Die Klubs traten in Hin- und Rückspielen alle gegeneinander an. Die beiden Gruppenbesten zogen ins Halbfinale ein. Hier trafen die Gruppenersten auf die Gruppenzweiten der anderen Gruppe. Die Sieger ermittelten den Turniergewinner in zwei Finalspielen.

## Teilnehmer
| Teilnehmer Rio de Janeiro | Teilnehmer São Paulo |
| ------------------------- | -------------------- |
| Botafogo FR               | SC Corinthians       |
| CR Flamengo               | SE Palmeiras         |
| Fluminense FC             | FC Santos            |
| CR Vasco da Gama          | FC São Paulo         |

## Gruppenphase

### Tabelle Gruppe A
| Pl. | Verein     | Sp. | S | U | N | Tore    | Diff. | Punkte |
| --- | ---------- | --- | - | - | - | ------- | ----- | ------ |
| 1.  | Santos     | 6   | 3 | 1 | 2 | 008:400 | +4    | 10     |
| 2.  | Vasco      | 5   | 3 | 1 | 1 | 012:700 | +5    | 10     |
| 3.  | Fluminense | 5   | 2 | 0 | 3 | 010:100 | ±0    | 06     |
| 4.  | Palmeiras  | 6   | 2 | 0 | 4 | 007:170 | −10   | 06     |

| 1. Spieltag (23. Januar)  |       |            |                   |
| Fluminense                | 0:2   | Santos     | Maracanã          |
| 1. Spieltag (24. Januar)  |       |            |                   |
| Palmeiras                 | 1:5   | Vasco      | Parque Antarctica |
| 2. Spieltag (27. Januar)  |       |            |                   |
| Vasco                     | 2:4   | Fluminense | Maracanã          |
| Santos                    | 3:1   | Palmeiras  | Vila Belmiro      |
| 3. Spieltag (30. Januar)  |       |            |                   |
| Santos                    | 0:0   | Vasco      | Vila Belmiro      |
| Fluminense                | 4:0   | Palmeiras  | Maracanã          |
| 4. Spieltag (3. Februar)  |       |            |                   |
| Santos                    | 4:1   | Fluminense | Vila Belmiro      |
| 4. Spieltag (13. Februar) |       |            |                   |
| Vasco                     | 0:1   | Palmeiras  | São Januário      |
| 5. Spieltag (6. Februar)  |       |            |                   |
| Palmeiras                 | 2:1   | Fluminense | Parque Antarctica |
| Vasco                     | 3:2   | Santos     | São Januário      |
| 6. Spieltag (17. Februar) |       |            |                   |
| Palmeiras                 | 3:2   | Santos     | Parque Antarctica |
| Fluminense                | * : * | Vasco      |                   |

### Tabelle Gruppe B
| Pl. | Verein      | Sp. | S | U | N | Tore    | Diff. | Punkte |
| --- | ----------- | --- | - | - | - | ------- | ----- | ------ |
| 1.  | São Paulo   | 6   | 4 | 1 | 1 | 008:400 | +4    | 13     |
| 2.  | Botafogo    | 6   | 2 | 2 | 2 | 015:120 | +3    | 08     |
| 3.  | Flamengo    | 6   | 2 | 2 | 2 | 010:700 | +3    | 08     |
| 4.  | Corinthians | 6   | 1 | 1 | 4 | 006:160 | −10   | 04     |

| 1. Spieltag (23. Januar)  |     |             |          |
| São Paulo                 | 1:0 | Flamengo    | Morumbi  |
| 1. Spieltag (24. Januar)  |     |             |          |
| Botafogo                  | 6:1 | Corinthians | Maracanã |
| 2. Spieltag (28. Januar)  |     |             |          |
| Corinthians               | 1:2 | São Paulo   | Pacaembu |
| Flamengo                  | 4:4 | Botafogo    | Maracanã |
| 3. Spieltag (31. Januar)  |     |             |          |
| São Paulo                 | 2:0 | Botafogo    | Morumbi  |
| Flamengo                  | 2:0 | Corinthians | Maracanã |
| 4. Spieltag (3. Februar)  |     |             |          |
| Flamengo                  | 1:0 | São Paulo   | Maracanã |
| 4. Spieltag (13. Februar) |     |             |          |
| Corinthians               | 3:2 | Botafogo    | Pacaembu |
| 5. Spieltag (7. Februar)  |     |             |          |
| Corinthians               | 0:3 | Flamengo    | Pacaembu |
| Botafogo                  | 2:1 | São Paulo   | Maracanã |
| 6. Spieltag (10. Februar) |     |             |          |
| São Paulo                 | 1:1 | Corinthians | Morumbi  |
| Botafogo                  | 1:1 | Flamengo    | Maracanã |

## Finalrunde

### Turnierplan ab Halbfinale
|  | Halbfinale                   | Halbfinale | Halbfinale | Halbfinale | Halbfinale |  |  | Finale                       | Finale | Finale | Finale | Finale |
|  |                              |            |            |            |            |  |  |                              |        |        |        |        |
|  |                              |            |            |            |            |  |  |                              |        |        |        |        |
|  | Rio de Janeiro (Bundesstaat) | Vasco      | 2          | 3          | 5          |  |  |                              |        |        |        |        |
|  | São Paulo (Bundesstaat)      | São Paulo  | 3          | 1          | 4          |  |  |                              |        |        |        |        |
|  |                              |            |            |            |            |  |  | Rio de Janeiro (Bundesstaat) | Vasco  | 3      | 2      | 5      |
|  |                              |            |            |            |            |  |  | São Paulo (Bundesstaat)      | Santos | 1      | 1      | 2      |
|  | São Paulo (Bundesstaat)      | Santos     | 1          | 2          | 3          |  |  |                              |        |        |        |        |
|  | Rio de Janeiro (Bundesstaat) | Botafogo   | 0          | 0          | 0          |  |  |                              |        |        |        |        |
|  |                              |            |            |            |            |  |  |                              |        |        |        |        |

### Halbfinale
| Datum       |          | Ergebnis |          | Ort               |
| ----------- | -------- | -------- | -------- | ----------------- |
| 21. Februar | Santos   | 1:0      | Botafogo | Morumbi (11.064)  |
| 24. Februar | Botafogo | 0:2      | Santos   | Maracanã (32.300) |
| Gesamt:     | Santos   | 3:0      | Botafogo |                   |

| Datum       |           | Ergebnis |           | Ort               |
| ----------- | --------- | -------- | --------- | ----------------- |
| 21. Februar | Vasco     | 2:3      | São Paulo | Maracanã (31.677) |
| 24. Februar | São Paulo | 0:3      | Vasco     | Morumbi (30.910)  |
| Gesamt:     | Vasco     | 5:3      | São Paulo |                   |

## Finale

### Hinspiel
| CR Vasco da Gama                                     | CR Vasco da Gama | FC Santos | FC Santos |
| ---------------------------------------------------- | --- | --- | --------- |
| CR Vasco da Gama                                     | \| 28. Februar 1999 in Rio de Janeiro (Maracanã) \| \| Ergebnis: 3:1 (1:1) \| \| Zuschauer: 81.421 \| \| Schiedsrichter: Paulo César de Oliveira ( São Paulo) \|                                                 | \| 28. Februar 1999 in Rio de Janeiro (Maracanã) \| \| Ergebnis: 3:1 (1:1) \| \| Zuschauer: 81.421 \| \| Schiedsrichter: Paulo César de Oliveira ( São Paulo) \|                                                  | FC Santos |
| CR Vasco da Gama                                     | Carlos Germano – Zé Maria, Odvan, Mauro Galvão, Felipe – Paulo Miranda , Nasa, Juninho, Ramon Menezes – Donizete Pantera , Luizão Reserve Vágner , Alex Oliveira , Zezinho Cheftrainer: Antônio Lopes dos Santos | Zetti – Ânderson Lima, Argel Fuchs, Sandro Barbosa, Gustavo Nery – Claudimori, Caíco , Marcos Basílio, Jorginho – Alessandro Cambalhota, Viola Reserve Michel , Élder Campos , Rodrigão Cheftrainer: Émerson Leão | FC Santos |
| CR Vasco da Gama                                     | 1:0 Galvão (16.) 2:1 Juninho (66.) 3:1 Zezinho (71.) | 1:1 Cambalhota (20.) | FC Santos |
| CR Vasco da Gama                                     | Odvan, Felipe, Paulo Miranda | Nery, Basílio | FC Santos |
| CR Vasco da Gama                                     | Nasa | Barbosa | FC Santos |
| 28. Februar 1999 in Rio de Janeiro (Maracanã)        | | |           |
| Ergebnis: 3:1 (1:1)                                  | | |           |
| Zuschauer: 81.421                                    | | |           |
| Schiedsrichter: Paulo César de Oliveira ( São Paulo) | | |           |

### Rückspiel
| FC Santos                                          | FC Santos | CR Vasco da Gama | CR Vasco da Gama |
| -------------------------------------------------- | --- | --- | ---------------- |
| FC Santos                                          | \| 3. März 1999 in São Paulo (Morumbi) \| \| Ergebnis: 1:2 (0:1) \| \| Zuschauer: 32.495 \| \| Schiedsrichter: Cláudio Cerdeira ( Rio de Janeiro) \|                                                             | \| 3. März 1999 in São Paulo (Morumbi) \| \| Ergebnis: 1:2 (0:1) \| \| Zuschauer: 32.495 \| \| Schiedsrichter: Cláudio Cerdeira ( Rio de Janeiro) \|                                                        | CR Vasco da Gama |
| FC Santos                                          | Zetti – Ânderson Lima , Argel Fuchs, Sandro Barbosa, Gustavo Nery – Claudimori, Marcos Basílio, Jorginho, Caíco – Alessandro Cambalhota, Viola Reserve Camanducaia , Michel , Rodrigão Cheftrainer: Émerson Leão | Carlos Germano – Zé Maria, Odvan, Mauro Galvão, Felipe – Paulo Miranda, Nasa, Juninho , Ramon Menezes – Donizete Pantera , Luizão Reserve Henrique , Vágner , Zezinho Cheftrainer: Antônio Lopes dos Santos | CR Vasco da Gama |
| FC Santos                                          | 1:1 Cambalhota (46.) | 0:1 Zé Maria (45.+1') 1:2 Juninho (74.) | CR Vasco da Gama |
| FC Santos                                          | Lima | Zé Maria, Menezes, Vágner | CR Vasco da Gama |
| 3. März 1999 in São Paulo (Morumbi)                | | |                  |
| Ergebnis: 1:2 (0:1)                                | | |                  |
| Zuschauer: 32.495                                  | | |                  |
| Schiedsrichter: Cláudio Cerdeira ( Rio de Janeiro) | | |                  |

## Torschützenliste
| Pl. | Nat.        | Spieler               | Klub             | Tore |
| --- | ----------- | --------------------- | ---------------- | ---- |
| 1   | Brasilianer | Bebeto                | Botafogo FR      | 5    |
|     | Brasilianer | Alessandro Cambalhota | FC Santos        | 5    |
|     | Brasilianer | Guilherme             | CR Vasco da Gama | 5    |
| 2   | Brasilianer | Marcos Assunção       | FC Santos        | 4    |
|     | Brasilianer | Juninho               | CR Vasco da Gama | 4    |
|     | Brasilianer | Serginho              | FC São Paulo     | 4    |